# Глагол (словенски език)

## Преходност на глагола (Glagolska prehodnost)
Както в другите езици, и в словенски има преходни и непреходни глаголи, т.е., глаголи, които изискват прякото допълнение да функционира правилно и такива, които съдържат в себе си точно значение. Например:
- Imam avto. (Имам кола.) (преходен)
- Hodim. (Вървя.) (непреходен)
- Dežuje. (Вали.) (непреходен, обаче някой може да каже, че този глагол е безличен)
- Sodelavcu je podal kladivo. (Подаде чука на колегата си.) (преходен + две допълнения)

Преходността (или непреходността) на глагола е характерна за всички глаголи в словенски, но даден глагол може в някои случаи да бъде преходен, я в други – непреходен.

## Вид на глагола (Glagolski vid)
Както в останалите славянски езици, глаголите в словенски имат два основни вида: свършен (dovršni) и несвършен (nedovršni):
skakati (скачам) [несвършен глагол (инфинитив)]
skočiti (да скоча) [свършен глагол (инфинитив)]
Всички глаголни времена могат да се образуват и от двата вида:
(Jaz) skačem (аз скачам) [несвършен вид, сегашно време]
(Jaz) skočim (аз да скоча) [свършен вид, сегашно време]
skakal sem (скачах) [несвършен глагол, минало време, мъжки род]
skakala sem (скачах) [несвършен глагол, минало време, женски род]
skočil sem (скочих) [свършен глагол, минало време, мъжки род]
skočila sem (скочих) [свършен глагол, минало време, женски род]
skakal bom (ще скачам) [несвършен глагол, бъдеще време, мъжки род]
skakala bom (ще скачам) [несвършен глагол, бъдеще време, женски род]
skočil bom (ще скоча) [свършен глагол, бъдеще време, мъжки род]
skočila bom (ще скоча) [свършен глагол, бъдеще време, женски род]
Забележка: В минало и бъдеще време в словенски формите се променят и по род.

## Деятелен и страдателен залог (Tvornik in trpnik)
В словенски се използва предимно действителен залог. Така например, типичното за български изречение Беше избран за народен представител (Izvoljen je bil za državnega poslanika), в словенски е по-обичайно да се види в тази форма: Избраха го за народен представител (Izvolili so ga za državnega poslanika).
Формите за страдателен залог в словенски, подобно на тези в български, се образуват с помощта на глагола biti (съм) в съответното лице, число и време и страдателното причастие (окончаващо на –(e)n- или -(e)t-) на смисловия глагол, в съответния род и число. За страдателен залог може да се използват и формите на възвратните глаголи, които се образуват с помощта на частицата se.
Примери:
- Trgovina je zaprta. (Магазинът е затворен); на английски: The shop is closed; на немски: Das Geschäft ist geschlossen.
- Trgovina se zapira. (Магазинът се затваря) (в действителен залог: Trgovino zapirajo.); на английски: The shop is being closed; на немски: Das Geschäft wird geschlossen.
- Tu se plava. (Тук се плува); на английски няма подходящо съответствие в страдателен залог: Here, one may swim; на немски: Hier wird geschwommen.
- Vržen je bil iz službe. (Беше изхвърлен от работа) (в действителен залог: Vrgli so ga iz službe.); на английски: He was sacked.

## Глаголно време (Glagolski čas)
В словенски има четири глаголни времена:
1. минало предварително време (predpreteklik)
2. минало време (preteklik)
3. сегашно време (sedanjik)
4. бъдеще време (prihodnjik)

За разлика от български, в словенски има малко на брой глаголни времена.

### Минало предварително време (Predpreteklik)
Миналото предварително време (Plusquamperfectum) се образува по следния начин:
(Малко употреба в последно време)
спомагателен глагол biti (съм) в сегашно време + минало („елово“) причастие на спомагателния глагол biti (съм) + минало („елово“) причастие на смисловия глагол.
Примери:
- sem bil videl (бях видял)
- je bila odšla (тя беше отишла)
- so bili odkrili (бяха открили)

Минало предварително време не се използва в съвременния словенски разговорен език. Среща се в по-стари литературни произведения, и носи известна стилистическа окраска, т.е. може да се разбере, но се възприема като необичайно.
То описва действие, случило се преди друго минало действие.

### Минало време (Preteklik)
Минало време се образува по следния начин:
спомагателен глагол biti (съм) в сегашно време + минало („елово“) причастие на смисловия глагол
Минало време се използва за описание на действие или състояние в миналото. На български се превежда различно – или като обикновено минало време (аорист или имперфект), или като минало неопределено (перфект) – в зависимост от контекста.
Примери:
- sem videl (видях или видял съм)
- je odšla (тя отиде или отишла е)
- so odkrili (откриха или открили са)

### Сегашно време (Sedanjik)
Сегашно време на глаголите се образува чрез промяна на глагола, наречена спрежение
Примери:
- vidim (виждам)
- gre (отива)
- odkrivajo (откриват)

Сегашно време се използва за описание на действия и състояния, случващи се в момента или изобщо.
Глаголи от свършен вид в сегашно време в главното изречение са характерни за словенски език, но те обикновено не придобиват значението на бъдещност както в западно- и източнославянските езици, а се използват за изразяване на обичайно повтарящо се действие, напр.:
Majda vsak dan napiše nove besede v zvezek. (Майда всеки ден пише новите думи в тетрадката, буквално: Майда всеки ден напише новите думи в тетрадката – невъзможно на български).
Глаголите от свършен вид в сегашно време могат да имат оттенък на миналост, напр.:
Vera izbere darila in gre. (Вера избира подаръци и тръгва, буквално: Вера избере подаръци и тръгва – невъзможно на български).
Глаголите от свършен вид в сегашно време могат да имат и оттенък на бъдещност, напр.:
Še darilo za Tineta izberem. (Ще избера и подарък за Тине, буквално: Още подарък за Тине избера – невъзможно на български). (виж Hermina Jug-Kranjec, Slovenščina za tujce, 1979, стр. 98)
За образуване на формите за сегашно време вижте Глаголни_спрежения Глаголни спрежения по-долу.

### Бъдеще време (Prihodnjik)
Бъдеще време се образува по следния начин:
спомагателен глагол biti (съм) в бъдеще време + минало („елово“) причастие на смисловия глагол
Бъдеще време описва бъдещи действия или състояния.
Примери:
- videl bom (ще видя)
- odšla bo (тя ще отиде)
- bodo odkrili (ще открият)

(Ср. българското „ще бъда видял“, бъдеще предварително, което се е развило в друга посока от общо славянския „futurum exactum“.)

## Глаголни спрежения (Glagolske spregatve)
В словенски има различни видове спрежения, а именно:
- спрежение в сегашно време,
- спрежение в повелително наклонение за второ лице единствено, двойствено и множествено число и първо лице двойствено и множествено число (вижте раздела за повелително наклонение),
- спрежение в бъдеще време (само при глагола biti (съм) вижте по-долу), и
- спрежение в условно наклонение.

В словенски има тематично и атематично спрежение на глаголите в сегашно време.
Атематичното спрежение се различава от тематичното по добавянето на s към основата в някои случаи. За сравнение по долу са дадени спрежението на глаголите imeti (имам) и dati (да дам), които са от първо (-a-) спрежение.
| Ед.ч.      | Дв.ч.         | Мн.ч.         |
| imam – dam | imava – dava  | imamo – damo  |
| imaš – daš | imata – dasta | imate – daste |
| ima – da   | imata – dasta | imajo – dajo  |

Повелително наклонение: Imej!, Imejmo!; Daj!, Dajmo!
В словенски има 5 различни спрежения в сегашно време, плюс спрежение на неправилните глаголи:
1. Първо спрежение, основи на -a- (напр. oddati (да предам, да дам под наем и т.н.))
2. Второ спрежение, основи на -i- (напр. hoditi (ходя))
3. Трето спрежение, основи на -je- (напр. biti (бия))
4. Четвърто спрежение, основи на -e- (напр. risati (рисувам))
5. Пето спрежение, основи на --- (eg, žreti (лапам, плюскам))

Пример за първо спрежение:
| Ед.ч. | Дв.ч.  | Мн.ч.  |
| oddam | oddava | hodamo |
| oddaš | oddata | oddate |
| odda  | oddata | oddajo |

Повелително наклонение: Oddaj!, Oddajte!
Пример за второ спрежение:
| Ед.ч. | Дв.ч.  | Мн.ч.  |
| hodim | hodiva | hodimo |
| hodiš | hodita | hodite |
| hodi  | hodita | hodijo |

Повелително наклонение: Hodi!, Hodite!
Пример за трето спрежение:
| Ед.ч. | Дв.ч.  | Мн.ч.  |
| bijem | bijeva | bijemo |
| biješ | bijeta | bijete |
| bije  | bijeta | bijejo |

Повелително наклонение: Bij!, Bijte!
Пример за четвърто спрежение:
| Ед.ч. | Дв.ч.  | Мн.ч.  |
| rišem | riševa | rišemo |
| rišeš | rišeta | rišete |
| riše  | rišeta | rišejo |

Повелително наклонение: Riši!, Rišite!
Трето лице множествено число често има повече варианти, например: dajo и dado (от dati, да дам), jedo и jejo (от jesti, ям), sojijo и stoje (от stati, stojim) и т.н. като една от тези форми обикновено е стилистично неутрална.

### Неправилен глаголсъм(Nepravilni glagolbiti)
Глаголът biti (съм) е неправилен и се спряга по следния начин:
Сегашно време:
| Ед.ч. | Дв.ч. | Мн.ч. |
| sem   | sva   | smo   |
| si    | sta   | ste   |
| je    | sta   | so    |

Бъдеще време:
| Ед.ч. | Дв.ч. | Мн.ч. |
| bom   | bova  | bomo  |
| boš   | bosta | boste |
| bo    | bosta | bodo  |

Алтернативен, но стилно оцветен (книжовен) начин за образуване на бъдеще време на глагола biti, е чрез вмъкване на -de-, напр.: boDEm. По-разговорна алтернатива на bodo е bojo (дори и странният вариант bodejo).
Минало време (с наклонена черта се отделят окончанията за род: мъжки/женски/среден):
| Ед.ч.     | Дв.ч.      | Мн.ч.      |
| bil/-a/-o | bila/-i/-i | bili/-e/-a |
| bil/-a/-o | bila/-i/-i | bili/-e/-a |
| bil/-a/-o | bila/-i/-i | bili/-e/-a |

Повелително наклонение: Bodi!, Bodite!.
Отрицателни форми на глагола biti в сегашно време:
| Ед.ч. | Дв.ч. | Мн.ч. |
| nisem | nisva | nismo |
| nisi  | nista | niste |
| ni    | nista | niso  |

## Причастие (Deležnik)
В словенски има няколко различни вида причастие:

### Сегашни причастия
- -č: Това причастие означава активно извършване на действие от описаното съществително:
  - Otrok, ki joka, je jokajoč otrok. (Детето, което плаче е плачещо дете.)
  - V sobo je vstopil glasno pojoč. (Той влезе в стаята, пеейки на висок глас.)

Подобно значение има причастието на -e: Sede se je pretegnil. (буквално: Седейки, той се протегна.). Това причастие има форма и на -aje: Sedaje se je pretegnil.

### Минали причастия
- -ši: Това причастие е използвано в миналото и означава действие, извършено преди друго. В съвременния език то не се среща. Това причастие има функция на сказуемо.
  - Stopivši iz hiše, se je napotil v krčmo. (Като излезе от къщи, се запъти към кръчмата.)

- -l: Това причастие се използва за образуване на минало и бъдеще време на глаголите, а също така означава и състояние или промяна на състояние.
  - Videl sem. (видях)
  - Ob tej novici je prebledela. (Като чу тази новина, тя пребледня.)

- -n/-t: Това причастие означава пасивно състояние на описваното съществително.
  - Parkiran avto je bil ukraden. (Паркираната кола е открадната.) (може би е по-добре в действителен залог: Parkiran avto so ukradli.)
  - Sodišče je sodilo obtoženemu roparju. (Съдът разглеждаше делото на обвинения крадец.)
  - Spočit konj je čakal na dvorišču. (Отпочинал кон чакаше на двора (на български не е страдателно причастие))

Когато се използва като прилагателно име, причастието се скланя по склонението на прилагателните.

## Повелително наклонение (Velelnik)
Повелителното наклонение се образува чрез специално окончание за лице, като в основата на глагола често настъпват промени, например: plesati (танцувам) – pleši (танцувай!), peti (пея) – poj (пей!)).
В таблицата по-долу са дадени формите за повелително наклонение на неправилните глаголи biti (съм) и iti (вървя, отивам), както и на правилния глагол hoditi (ходя).
| Ед.ч.               | Дв.ч.                     | Мн.ч.                     |
| —                   | bodimo – pojdimo – hodimo | bodiva – pojdiva – hodiva |
| bodi – pojdi – hodi | bodite – pojdite – hodite | bodita – pojdita – hodita |

Форми за повелително наклонение се образуват и с помощта на модалния глагол naj (нека). Например: naj bom (нека бъда), naj gredo (нека вървят), naj pojdejo (нека тръгват), naj bo luč  (да бъде светлина).
Ако повелително наклонение се използва за първо лице единствено число или за трето лице, той е стилистично оцветен, например: Pa bodi po tvoje. (Абе, да бъде твоята (да бъде по твоему, да бъде както искаш)). Po tvojem gre svet tako: Jaz delaj, ti pa lenari. (Според теб, светът е устроен така: аз да работя, ти да мързелуваш). В тези случаи формата за повелително наклонение е за 2 л. ед. ч.

## Условно наклонение (Pogojnik)
Условното наклонение се образуват с помощта на частицата bi пред глагола:
- Če bi mi postalo slabo, mi, prosim, podajte tiste tablete. (Ако ми стане зле, моля, дайте ми тези таблетки.)
- V primeru, da bi prišlo do požara, bomo umrli. (В случай, че се стигне до пожар, бихме измрели.)
- Če bi (bili) končali prej, bi bili zdaj prosti. (Ако бяхме свършили по-рано, сега щяхме да сме свободни.)
- Želi si, da bi bil maneken, vendar s svojimi obraznimi nečistočami nima možnosti. (Иска му се да е манекен, но с нечистотиите по лицето си няма шанс)
- O, da bi bila jesen! (O, да беше есен!)
- O, ko bi le bila jesen! (O, само да беше есен!)

Условните изречения, изразяващи възможност или голяма вероятност за дадено събитие не се нуждаят от използване на частицата bi. Например: Če vam pomaham, odprite okno. (Ако ви махна с ръка, отворете прозореца.)

## Супин и инфинитив (Namenilnik in nedoločnik)
Супин и инфинитив са безлични глаголни форми. Те често се използват и като отглаголни съществителни.
Инфинитивът е основната глаголна форма, която окончава на -ti (postati (да стана), biti (съм), hladiti (охлаждам)), или, при няколко глагола, на -či (peči (пека), teči (тичам; тека), sleči (да съблека)).
Примери:
- Postati slaven je težko. (Да станеш (да се стане) прочут е трудно.)
- Seveda je res, da stalno nekaj blebeče, vendar govoričiti brez smisla zahteva veliko vaje. (Разбира се, истина е, че постоянно бърбори нещо, та нали говоренето на безсмислици изисква много упражнения.)

Супинът се използва след глаголи, означаващи движение. Формата му е подобна на тази на инфинитива, само че с изпуснато крайно -i; така например, от дадените по-горе инфинитивни форми се получава следните форми за супин: postat, bit, hladit, peč , teč , sleč.
Примери за супин:
- V novi svet so odšli iskat bogastvo. (Заминаха за Новия свят, за да търсят богатство)
- Pojdi se solit. (Буквално: Върви да се солиш; изразява досада, отказ)
- Stekli smo pogasit ogenj. ((Успяхме) стекохме се да загасим огъня)

## Отглаголно съществително (Glagolnik)
Отглаголното съществително се образува директно от глагола и означава действие или състояние. Отглаголните съществителни в словенски обикновено окончават на -anje или -enje:
- usklajevati -> usklajevanje (съгласувам -> съгласуване)
- pisati -> pisanje (пиша -> писане)
- goreti -> gorenje (горя -> горене)
- saditi -> sajenje (садя -> садене)
- sejati -> sejanje (сея -> сеене)

Примери:
- Pisanje ni naravno: potrebno se ga je priučiti. (Писането не е естествено (вродено), то трябва да се научи.)
- Ob visokih temperaturah gašenje ognja ni enostavno. (При високи температури потушаването на пожар не е проста работа.)
- Brenčanje mrčesa me spravlja ob živce! (Жуженето на насекомите ме изнервя!)